# R.T. Guinn
Richard Thomas Guinn (nacido el 10 de febrero de 1981 en Bryan, Texas) es un jugador de baloncesto estadounidense que pertenece a la plantilla del Jämtland Basket de la Svenska basketligan. Con 2,08 metros de estatura, juega en la posición de pívot.

## Trayectoria deportiva
Formado en las universidades de New Mexico Lobos y Baylor Bears, es un trotamundos del básquet europeo ya que tiene una amplia experiencia en Europa habiendo militado en Finlandia, Suecia, Alemania, Polonia, Grecia, Francia, Israel, Turquía y durante cinco temporadas en Ucrania. R.T. Guinn, un cuatro de con querencia a irse hacia fuera para lanzar desde los 6,75 metros.
En 2013, ganó la Copa de Ucrania en las filas del Ferro-ZNTU, habiendo lanzado prácticamente lo mismo de tres que de dos puntos, con un porcentaje superior al 40% en los lanzamientos desde fuera. Al término de esa temporada reforzó al Panathinaikos para jugar con el conjunto heleno los play off y ganar la liga griega. 
En 2015, firma por el BC Krasny Oktyabr.